# EAGLE
Pour les articles homonymes, voir Eagle.
Le réseau EAGLE (Eco Activists for Governance and Law Enforcement) est une organisation non gouvernementale luttant contre la criminalité liée au trafic d'animaux protégés en Afrique et fondée par l'activiste Ofir Drori (en). L'organisation combat également la corruption, détectée dans la majorité de ses activités,.
EAGLE travaille sur un modèle de collaboration avec les gouvernements dans le cadre d'enquêtes, d'opérations d'arrestation, de suivi juridique et d'activités médiatiques visant à faire appliquer la loi. Elle a recours à des enquêteurs infiltrés au sein de réseaux criminels pour les arrêter en coordination avec les autorités nationales.

## Composition
EAGLE est composé d'un réseau de 8 organisations non gouvernementales nationales en Afrique subsaharienne. La première ONG du réseau se dénomme LAGA et fut créée par Ofir Drori au Cameroun en 2003. Les autres membres sont notamment Conservation Justice au Gabon créée en 2017 par Luc Mathot, EAGLE Sénégal en 2017, PALF au Congo en 2010, EAGLE Togo en 2013, et EAGLE Côte d'Ivoire en 2017.

## Arrestations
En 20 ans, le réseau EAGLE a permis l'arrestation de 2 000 trafiquants,, soit une moyenne de 100 criminels par année. En 2019, le réseau a arrêté 171 trafiquants.
EAGLE Côte d'Ivoire a mené à l'arrestation de 79 trafiquants en 6 ans, dont une affaire majeure en 2017, avec l'arrestation de six criminels et la saisie d'une demi-tonne d'écailles de pangolins, une demi-tonne d'ivoire et des armes à feu,. EAGLE Sénégal est à l'origine de la plus grande arrestation de trafiquants d'ivoire de l'histoire du pays. EAGLE Guinée (GALF) a arrêté en coopération avec les forces de l'ordre guinéennes en 2015 le responsable national du CITES, Ansoumane Doumbouya, dans une affaire de corruption de permis d'export d'animaux, comprenant des bonobos, des gorilles et des chimpanzés.

## Livres
Un livre sur l'origine d'EAGLE The Last Great Ape: A Journey Through Africa and a Fight for the Heart of the Continent, a été co-écrit par Ofir Drori (en) et David McDannald. Un second livre, Pour une poignée d'ivoire, sur une opération en Côte d'Ivoire en 2018, a été écrit par Jean-Claude Vignoli.

## Documentaires
En 2016, The Ivory Game (en) narre le travail de EAGLE Togo. En 2023, Conservation Justice fait l'objet d'un documentaire de Maxime Ginolin présentant les activités de l'ONG.